# 黒田正玄
黒田 正玄（くろだ しょうげん）は千家十職の一つで、竹細工・柄杓師を務める家が代々襲名している名称。柄杓の他、台子、香合、花入など竹を使う茶道具を製作し、千家に納めてきた家系。
当代は14代。

## 歴史
初代正玄は、元々武士で丹羽長重に仕えていた。しかし関ヶ原の戦いで丹羽氏は西軍に付き改易、浪人となったために剃髪して大津に移り住み、竹細工職人となった。評判の竹細工師となった正玄は小堀政一（遠州）からの注文を受け、茶道界・江戸幕府とのつながりを作る。
以後明治維新に致るまで、歴代三千家・将軍の御用達柄杓師となる。
10代正玄は9代正玄の早世により急遽婿養子となった人物だが、家督相続が明治維新と重なり、庇護者である幕府が崩壊、茶道も衰退する中、家業の保持に苦心した。その後を嗣いだ11代正玄も早世、12代正玄は周囲の援助を得ながら、戦中・戦後の困難な時期に家業を支えた。

## 系譜
- 初代 正玄（天正6年（1578年） - 承応2年8月8日（1653年9月29日））
字「七郎左衛門」。越前国黒田荘生まれ。成長して、当地の当主である丹羽長重に仕えるが、関ヶ原の合戦で長重が西軍につき改易、七郎左衛門も浪人となる。この時に剃髪して「正玄」と号し、大津に移って竹細工の製造を始める。豊臣秀吉に柄杓を納めて「天下一」と称されていた一阿彌という醒ヶ井の井戸守が、正玄の柄杓づくりの師匠であったといわれる。その後竹細工が評判を呼び、京に転居。小堀遠州の元で茶を修行し、その推挙により江戸幕府御用達の柄杓師となる。遠州は大名への仕官も薦めたが、それは固辞。また、大徳寺156世住持・江月宗玩の元に参禅していたことで、千宗旦に紹介されて柄杓を納めるようになる。隠居後は洛北・瓜生山の麓に住み、近所のよしみで石川丈山と親交を結ぶ。現在も黒田家に掛かっているのれんの字は石川丈山の筆によるものと伝えられる。
  - 黒田正悦
初代の長男。小堀遠州の推薦により広島藩士となる。
  - 黒田正円
初代の次男。小堀遠州の推薦により膳所藩本多氏に仕えるも、晩年官を辞して京の油小路通二条にて茶の湯指南となる。
- 二代 正玄（寛永3年（1626年） - 貞享4年4月14日（1687年5月24日））
初代の三男。諱「宗正」。27歳の時に家督相続。小堀遠州の推薦により徳川家光の御用柄杓師となる。
- 三代 正玄（明暦5年（1656年） - 享保2年10月2日（1717年11月4日））
二代の長男。初名「弥助」。徳川綱吉、表千家覚々斎、久田宗全の御用達を務める。宝暦元年（1704年）に隠居し「正斎」と名乗る。享保2年（1717年）4月に室町通今出川に転居。
- 四代 正玄（元禄5年（1692年） - 享保16年7月26日（1731年8月28日））
三代の長男。13歳で家督相続し、将軍家・三千家御用を務めるが、40歳で死去。
- 五代 正玄（宝永5年（1708年） - 安永7年7月15日（1778年8月7日））
四代に子供がいなかったため、二代の妻の実家・勝見五郎兵衛家から養子に迎えられる。幼名「才次郎」。徳川吉宗、表千家・如心斎、裏千家・又玄斎、武者小路千家・直斎の御用を務める。
- 六代 正玄（延享4年（1747年） - 文化11年6月2日（1814年7月18日））
五代の長男。幼名「正次郎」字「弥吉」、剃髪後は「弄竹斎」「玄堂」を名乗る。上京の町年寄を務めるなど、京の町人の中でも重鎮であり、柄杓師としては徳川家治、家斉、表千家・啐啄斎、裏千家・不見斎、武者小路千家・一啜斎の御用を務める。天明8年（1788年）、天明の大火に遭遇、家屋敷を失うが、他の千家十職がそれまでの家伝や資料なども失った家が多かったのに対し、黒田家は倉だけは焼け残ったため、比較的古い資料を現代まで伝える結果となる。
- 七代 正玄（明和5年（1768年） - 文政2年12月7日（1820年1月22日））
六代の養子。字「弥三郎」後に「弥吉」。47歳で家督相続。養父に引き続き上京町年寄、及び徳川家斉、表千家・了々斎、裏千家・認得斎、武者小路千家・好々斎の御用を務める。
- 八代 正玄（文化6年（1809年） - 明治2年10月15日（1869年11月18日））
七代の長男。幼名「熊吉」、元服後「弥吉」。11歳の時、父の死により家督相続。先代に引き続き将軍家・三千家御用達柄杓師を務める。幕末動乱期の中、51歳で後継者を失い、明治維新によって大得意先の将軍家の消滅という悲劇に遭う。
- 九代 正玄（天保8年（1837年） - 安政6年10月20日（1859年11月14日））
八代の長男。字「弥一郎」。修行中、父に先立って死去。
- 十代 正玄（文政8年（1825年） - 明治33年（1900年）12月22日）
八代の婿養子。初名「利助」。八代の弟子であり、既に結婚独立していたが、九代の急死のため、急遽師匠の命により呼び戻されて後継者となる。その時に妻子を離縁したという秘話が伝わっている。明治2年（1869年）、養父の死により家督相続するが、将軍家が無くなり、茶道も斜陽の時期を迎えるという困難の中、家業の維持に苦心。明治14年（1881年）に隠居。明治33年（1900年）に死去。遺言により黒田家の菩提寺ではなく修学院（現京都市左京区）の実家の菩提寺に、筍型の墓石を築かれ、葬られる。
- 十一代 正玄（明治2年（1869年） - 明治44年（1911年）8月15日）
十代正玄と八代正玄の娘の間に生まれた長男。幼名「熊吉」。富岡鉄斎と親交があった。表千家・碌々斎、裏千家・又玅斎、武者小路千家・一指斎の御用を務める。44歳の壮年で急死。
- 十二代 正玄（明治13年（1880年） - 昭和48年（1973年））
十一代正玄の妻。十一代没後十一代の実弟常次郎と弥五郎の助力により、家督を孫の十三代に譲るまで家業を守り、94歳で死去。
- 十三代 正玄（昭和11年（1936年） - 平成29年（2017年）7月24日）
本名「正春」。早稲田大学第一文学部卒。昭和41年（1966年）に13代正玄を襲名。